# Woll Verlag Hermann-J. Hoffe
Der Woll Verlag Hermann-J. Hoffe (Eigenschreibweise: WOLL Verlag)  ist ein 2012 gegründeter regionaler Verlag in Schmallenberg im Sauerland. Leiter des Verlags ist Herrmann-Josef Hoffe.
Entstanden ist der Verlag aus dem erstmals 2011 erschienenen Regionalmagazin WOLL – Worte, Orte, Land und Leute. Das im Verlag erscheinende WOLL-Magazin SAUERLAND berichtet vierteljährlich unter den Begriffen Worte, Orte, Land und Leute über Neues, Interessantes und Wichtiges aus dem Sauerland und über die Sauerländer Lebensart.
Neben dem Magazin veröffentlicht der Verlag vor allem Bücher aus und über das Sauerland. Zu den im WOLL Verlag veröffentlichten Autoren zählen unter anderem Hans Fröhlich, Helena Fromm, Peter Kracht, Hellmut Lemmer, Kurt Wasserfall, Damian Rabe al. Ralf Böcker, Michael Martin und Andreas Sturm. Im Jahr 2019 veröffentlichte der WOLL Verlag die Neuauflage des Wörterbuches Sauerländer Platt, das in Kooperation mit dem Sauerländer Heimatbund herausgegeben wird.
Zum 1. Januar 2025 hat der Unternehmensgründer Hermann-J. Hoffe den WOLL-Verlag und das WOLL-Magazin in die WOLL Medien und Marken eG übertragen.
Ein weiterer Schwerpunkt sind Wörterposter mit Worten und Redewendungen regionaler Dialekte, etwa aus dem Sauerland, Siegerland, Ruhrgebiet, Münsterland oder Ostwestfalen-Lippe sowie zahlreicher Städte wie Köln oder Berlin.